# Zuk al-Kabir
Zuk al-Kabir (arab. زوق الكبير) – wieś w Syrii, w muhafazie Aleppo. W 2004 roku liczyła 1076 mieszkańców.